# Ivana Maletić
Ivana Maletić, née le 12 octobre 1973, est une femme politique croate.